# Protesty przeciwko wojnie w Iraku
Protesty przeciwko wojnie w Iraku – zorganizowane protesty społeczne, które rozpoczęły się w 2002 roku w wielu miastach na całym świecie. Często były one koordynowane w taki sposób, aby mogły odbywać się jednocześnie na całym świecie. Po największej fali demonstracji, 15 lutego 2003 roku, dziennikarz New York Timesa – Patrick Tyler stwierdził, że pokazują one istnienie dwóch supermocarstw na Ziemi: Stanów Zjednoczonych oraz światowej opinii publicznej.
Demonstracje przeciwko wojnie w Iraku były w głównej mierze zwoływane przez organizacje antywojenne, z których wiele sprzeciwiało się inwazji na Afganistan. W niektórych krajach arabskich zostały one zorganizowane przez państwo.  Największa mobilizacja protestujących miała miejsce w Europie. Przykładowo wiec w Rzymie, w którym uczestniczyło trzy miliony ludzi, został zapisany w Księdze rekordów Guinnessa jako największy w historii wiec antywojenny.
Według francuskiego profesora Dominique’a Reynié około 36 milionów osób na całym świecie wzięło udział w blisko 3 tysiącach protestów przeciwko wojnie w Iraku, w okresie od 3 stycznia do 12 kwietnia 2003 roku.
W Stanach Zjednoczonych, mimo że uczestnicy protestów byli nazywani przez zwolenników wojny „mniejszością głośno zabierająca głos”, Instytut Gallupa oświadczył 14 września 2007 roku, że „Od lata 2005 roku, przeciwnicy wojny zdają się mieć przewagę liczebną nad jej zwolennikami. Większość Amerykanów uważa, że wojna była błędem”.
Od protestów przed wojną w Iraku i w jej trakcie, był to jeden z największych ogólnoświatowych protestów pokojowych, jaki miał miejsce na początku XXI wieku, od czasów dwudziestowiecznych protestów przeciwko wojnie w Wietnamie.

## Skala oraz wpływ na opinię publiczną w Stanach Zjednoczonych
Sondaż Gallupa z marca 2003 roku przeprowadzony w pierwszych dniach wojny w Iraku wykazał, że 5% ludności protestowało przeciwko inwazji na Irak lub sprzeciwiało się publicznie tej wojnie w porównaniu z 21%, które uczestniczyły w wiecach poparcia lub publicznie zadeklarowało swoje poparcie dla wojny. Sondaż ABC News wykazał, że 2% populacji uczestniczyło w protestach antywojennych, a 1% w wiecach prowojennych. W wyniku protestów 20% ludności stało się bardziej krytycznych wobec wojny, a 7% zwiększyło swoją przychylność wobec wojny. Badanie opinii publicznej przeprowadzone przez Fox News pokazało, że 63% Amerykanów było nieprzychylnie nastawionych do protestujących, a jedynie tylko 23% pozytywnie. Według Pew Research 40% ankietowanych przyznawało w marcu 2003 roku, że głos protestujących jest nadmiernie eksponowany, w porównaniu do 17% respondentów, którzy stwierdzili, że słyszeli „zbyt mało” o protestach.
Niektórzy obserwatorzy zauważyli, że protesty przeciwko wojnie w Iraku były stosunkowo niewielkie i rzadkie w porównaniu z tymi przeciwko wojnie w Wietnamie. Jednym z najczęściej wymienianych tu czynników kształtujących ten trend jest brak poboru do wojska.

## Przed inwazją na Irak
Mówi się, że protesty te są największymi światowymi demonstracjami pokojowymi przed faktycznym rozpoczęciem wojny. Ruch pokojowy porównuje się do ruchu spowodowanego wojną w Wietnamie.

### Wrzesień 2002
Podczas gdy 12 września 2002 roku prezydent Stanów Zjednoczonych George W. Bush przemawiał na Zgromadzeniu Ogólnym ONZ, ponad tysiąc osób protestowało w demonstracji zorganizowanej przed budynkiem Organizacji Narodów Zjednoczonych przez Voter March i No Blood for Oil.
24 września Tony Blair wydał dokument, w którym Wielka Brytania opowiadała się za wojną w Iraku. Trzy dni później, na antywojennym wiecu w Londynie pojawiło się co najmniej 150 000 osób.
29 września około pięć tysięcy przeciwników wojny zebrało się w Waszyngtonie, w dzień po proteście przeciwko Międzynarodowemu Funduszowi Walutowemu.

### Październik 2002
2 października, w dniu, w którym prezydent Bush podpisał rezolucję Kongresu zezwalającą na wojnę, w Chicago odbył się mały protest z udziałem około 1000 osób. Wysłuchały one przemówień Jesse’ego Jacksona, a następnie senatora stanu Illinois – Baracka Obamy. Oświadczenie Obamy: „Nie jestem przeciwny wszelkim wojnom. Sprzeciwiam się idiotycznym wojnom”, ledwo co zostało zauważone w tym czasie. Stało się ono słynne dopiero podczas prawyborów prezydenckich Partii Demokratycznej w 2008 roku, kiedy to obóz Obamy wykorzystał je do zaprezentowania odwagi polityka i jego dobrego osądu na temat wojny.
7 października Bush wygłosił ważne przemówienie w Cincinnati Museum Center na Union Terminal uzasadniające inwazję na Irak. Na zewnątrz, około 3000 osób zebrało się, aby zaprotestować przeciwko nadchodzącej wojnie. Później kilkuset protestujących, którzy blokowali wyjścia z budynku zostało rozproszonych przez policję konną, a sześciu demonstrantów zostało aresztowanych.
26 października odbyły się protesty w różnych miastach na całym świecie. Ponad sto tysięcy osób wzięło udział w demonstracji w Waszyngtonie, a pięćdziesiąt tysięcy przyłączyło się do protestu w San Francisco. Obie manifestacje zostały zwołane przez koalicję antywojenną ANSWER.
31 października w całej Wielkiej Brytanii miało miejsce około 150 protestów, w tym masa krytyczna oraz masowe demonstracje w Brighton, Manchesterze, Glasgow oraz Londynie. Manifestacje odbyły się również w Stanach Zjednoczonych.

### Listopad 2002
9 listopada, na zakończenie pierwszego Europejskiego Forum Społecznego we włoskiej Florencji, miały miejsce kolejne protesty antywojenne. Według organizatorów, w demonstracjach wzięło udział milion osób. Władze lokalne podały liczbę 500 000 uczestników.
16 listopada w kanadyjskim Queen’s Park odbyła się antywojenna demonstracja około 2000 osób.
17 listopada w Vancouver duża koalicja antywojenna odbyła marsz pokojowy z Peace Flame Park w ramach Cross-Canada Day of Action. Około 3000 ludzi zebrało się w deszczu. Oznajmili oni, iż Waszyngton musi złożyć skargę na obce rządy do ONZ. Wielu z nich oskarżyło również Biały Dom o obranie sobie na cel Saddama Husajna w celu przejęcia kontroli nad cennymi zasobami ropy. Około 1000 osób przemaszerowało w Montrealu podczas gradobicia, a około 500 pojawiło się na Wzgórzu Parlamentarnym kiedy obficie padał śnieg. Wiece odbywały się także w kilku innych miastach, wliczając w to Halifax, Winnipeg i Edmonton.

### Styczeń 2003
16 stycznia 2003 roku na całym świecie doszło do fali protestów przeciwko wojnie z Irakiem, m.in. w Turcji, Egipcie, Pakistanie, Japonii, Belgii, Holandii, Argentynie oraz w Stanach Zjednoczonych. W tym ostatnim kraju, mieszkańcy uczestniczyli w wiecu zorganizowanym w Waszyngtonie. Amerykańska policja, która nadzoruje działania na terenie National Mall, zaprzestała podawania szacunkowych danych na temat liczebności tłumu po tym, jak organizatorzy Marszu Milionów Ludzi zagrozili jej pozwami sądowymi. Oświadczyła jednak, że mają oni pozwolenie tylko na 30 000 demonstrantów.
18 stycznia w wioskach, miasteczkach i miastach na całym świecie, w tym w Tokio, Moskwie, Paryżu, Londynie, Dublinie, Montrealu, Ottawie, Toronto, Kolonii, Bonn, Göteborgu, Florencji, Oslo, Rotterdamie, Stambule i Kairze, odbyły się demonstracje antywojenne, skupiające się w szczególności, ale nie tylko, na oczekiwanej wojnie z Irakiem. W Nowej Zelandii tysiące ludzi protestowało w Dunedin i Christchurch, podczas gdy 28 stycznia w Auckland manifestanci pojawili się w bazie marynarki wojennej Devonport, sprzeciwiając się wysłaniu fregaty HMNZS Te Mana do Zatoki Perskiej.

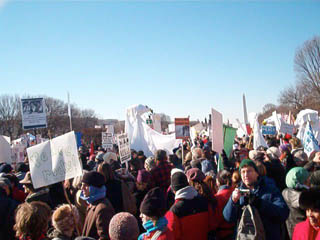
Protest pokojowy w Waszyngtonie (18 stycznia 2003)

Organizacje NION i ANSWER zaplanowały protesty w Waszyngtonie oraz San Francisco. Inne manifestacje miały miejsce w całych Stanach Zjednoczonych, w tym w różnych mniejszych miejscowościach, takich jak Lincoln w stanie Nebraska.
W San Francisco demonstrowało ponad 50 000 osób. Dzień rozpoczął się od wiecu na nadbrzeżu o 11 rano, po którym nastąpił marsz ulicą Market Street do centrum administracyjnego miasta.
W Seattle niespodziewana frekwencja w słoneczną sobotę przekroczyła 45 000 uczestników protestu (relacja organizatora i obserwatorów), które po kilku wystąpieniach przemaszerowały z Seattle Center na King Street Station. Lokalne media podawały nieprawidłową liczbę manifestujących, która według nich wynosiła od 200 do 1500 osób. Ludzie nadal opuszczali Seattle Center, podczas gdy manifestujący z początku marszu znajdowali się już na jego końcowym etapie. Ponad 8 kilometrowy odcinek wypełniony demonstrantami, który został uwieczniony na zdjęciu zrobionym z lotu ptaka przez KING-TV, ukazał prawdziwą skalę wydarzenia. Większość mediów bagatelizowała te liczby, robiąc zdjęcia tylko z przodu pochodu, na płaskim terenie, na którym zazwyczaj znajdowało się zaledwie kilkaset osób. Z jakiegoś powodu nie było żadnego prezentera, który czekałby na tłum liczący prawdopodobnie 50 000 osób. Przypadkowi klienci sklepów i spacerowicze dołączyli do największego w historii Seattle marszu (przewyższonego dopiero przez Marsz Kobiet, który odbył się w tym mieście w 2017 roku).
W Waszyngtonie „co najmniej dziesiątki tysięcy” demonstrujących maszerowało przez miasto, kończąc wiecem w The Mall. Wśród wygłaszających przemowy był wielebny Jesse Jackson, który powiedział tłumowi, że „Jesteśmy tu, ponieważ wybieramy koegzystencje, a nie koanihilację”.
Protesty miały zbiec się w czasie z 15 stycznia, czyli dniem urodzin Martina Luthera Kinga Jr.

### Luty 2003
W dniu 15 lutego miliony ludzi protestowały w około 800 miastach na całym świecie. Zapisane w Księdze rekordów Guinessa w 2004 roku jako największy protest w historii ludzkości, manifestacje miały miejsce między innymi w Wielkiej Brytanii, Włoszech, Hiszpanii, Niemczech, Szwajcarii, Irlandii, Stanach Zjednoczonych, Kanadzie, Australii, RPA, Syrii, Indiach, Rosji, Korei Południowej, Japonii, a nawet na stacji McMurdo na Antarktydzie. Prawdopodobnie największa demonstracja tego dnia miała miejsce w londyńskim Hyde Parku gdzie zebrało się około miliona protestujących, wśród nich znaleźli się również mówcy, m.in. wielebny Jesse Jackson, burmistrz Londynu Ken Livingstone i przywódca Liberalnych Demokratów Charles Kennedy. Równie duża demonstracja, odbyła się także w Barcelonie.

### Marzec 2003
8 marca trzy oddzielne marsze połączyły się w ratuszu Manchesteru w Wielkiej Brytanii. Oficjalne szacunki określają liczbę uczestników na 10 000 (choć organizatorzy kwestionowali te dane), co czyni z niej największą manifestację polityczną w mieście od czasu masakry Peterloo w 1819 roku.

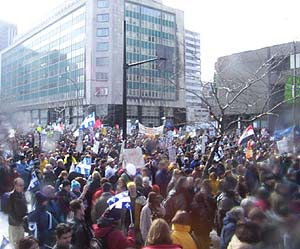
Demonstranci przed budynkiem Complexe Guy-Favreau w Montrealu

15 marca hiszpańskie i włoskie miasta wykazały jedną z największych frekwencji przeciwko prowojennej postawie swoich rządów: ponad 400 tys. protestujących w Mediolanie, 120 tys. w Madrycie oraz niemal 300 tys. manifestujących w Barcelonie tworzących łańcuch ludzki o długości około 1600 metrów Marsze odbyły się również w Sewilli, Aranjuezie, Palencii i na Wyspach Kanaryjskich.
O wielu protestach mówiło się, że były one mniejsze niż te, które miały miejsce w tych samych miastach w poprzednim miesiącu. Wyjątkiem był Montreal, który zwiększył swoją frekwencję do 200 tysięcy manifestujących, oraz Dublin, gdzie demonstrowało 130 tysięcy ludzi. W przypadku Montrealu mogło być to związane z solidarnością przeciwko amerykańskim nastrojom antyfrancuskim, co było wspólnym tematem wielu protestujących. Kolejne 15 tys. demonstrantów zebrało się w Quebecu, 55 tys. w Paryżu, 4,5 tys. w Marsylii, 100 tys. w Berlinie, około 20 tys. w Atenach, blisko 10 tys. w Tokio, a dziesiątki tysięcy w Waszyngtonie. Organizatorzy twierdzili, że w manifestacjach w stolicy Stanów Zjednoczonych wzięło udział od 30 000 do 45 000 osób, podczas gdy The Oregonian i the Associated Press szacowali, że ich liczba wynosiła od 20 000 do 25 000, czyli mniej więcej tyle samo co w Portland, które uczestniczyło w demonstracji 18 stycznia. Kolejne tysiące ludzi maszerowały w miastach na całym świecie, takich jak: Bangkok, Seul, Hongkong, Amman, Chicago, Kalkuta, Melbourne, Christchurch, Dunedin, Paryż, Londyn, Portsmouth, Leeds, York, Exeter, Newcastle nad Tynem, Frankfurt, Norymberga, Zurych, Kopenhaga, Sztokholm, Nikozja, Monako, Santiago, Hawana, Buenos Aires, Moskwa, Seattle, Chicago, San Francisco, Los Angeles, Atlanta, Vancouver, Halifax, Ottawa i Toronto. Do protestu dołączyły również niektóre miasta Jemenu, Turcji, Izraela, a także terytoriów palestyńskich.
16 marca w ponad stu krajach odbyło się około 6 tysięcy czuwań przy świecach na rzecz pokoju.
19 marca w całej Wielkiej Brytanii dziesiątki tysięcy uczniów zorganizowało strajk, opuszczając sale na znak protestu.
W Birmingham 4 tysiące strajkujących uczniów (szacunki BBC) zorganizowało demonstrację, która zakończyła się na Victoria Square. Policja z West Midlands stwierdziła, że protesty były „intensywne, ale nie burzliwe” i nie dokonano żadnych aresztowań. Demonstracja została później przeniesiona do Cannon Hill Park. Wśród obecnych na marszu znajdował się syn Lorda Hunta, wiceminister zdrowia, który na rzecz tego protestu opuścił stanowisko pracy.
W West Yorkshire około 500 osób (szacunki BBC) wyszło z zajęć w Ilkley Grammar School, co przypuszczalnie stanowiło jedną trzecia wszystkich uczniów. Natomiast w Bradford około 200 uczniów (szacunek BBC) zgromadziło się na Centenary Square.
Demonstracje odbyły się również w centrum Leeds i Horsforth.
Masowy protest miał miejsce w Westminster, gdzie zebrali się uczniowie londyńskiej szkoły.
W Manchesterze 300 licealistów, uczniów szkół wyższych i studentów (szacunki naocznych świadków z koalicji „Stop Wojnie”) spotkało się na Albert Square o dwunastej w południe. Przemaszerowali oni pod studia BBC, gdzie około trzynastej usiedli na drodze i zablokowali ruch na ponad godzinę. Ich liczba wzrosła do około tysiąca demonstrantów. Zostali oni sfilmowani przez działaczy antywojennych. Następnie protestujący przemaszerowali przez centrum miasta i około szesnastej wylądowali z powrotem na Albert Square, gdzie pozostali przez kilka godzin, demonstrując przed ratuszem. Ponownie, całe to wydarzenie zostało sfilmowane przez przeciwników wojny, którzy zgromadzili dwugodzinny materiał filmowy.

## Okres od inwazji do bitwy w Bagdadzie

### 20 marca 2003
Dzień po rozpoczęciu inwazji na Irak protesty odbywały się w miastach na całym świecie. Manifestujący w Stanach Zjednoczonych usiłowali zamknąć niektóre miasta. W Niemczech, studenci zorganizowali masowy strajk. Natomiast w Londynie masowa demonstracja odbyła się przed Pałacem Westminsterskim.

### 21 marca 2003
Demonstracje zostały zorganizowane drugi dzień z rzędu w różnych miastach Stanów Zjednoczonych, między innymi w Seattle, Portland, Oregonie, Chicago, Atlancie, Georgii, San Francisco i Los Angeles. W dwóch ostatnich miastach demonstranci wstrzymali ruch uliczny w poszczególnych miejscach.

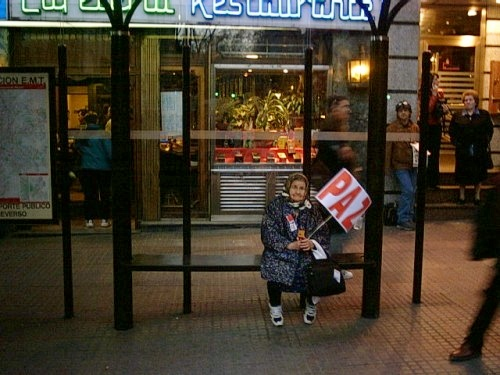
Starsza kobieta odpoczywa w Madrycie w czasie demonstracji 23 marca. Na plakacie jest napisane po hiszpańsku „POKÓJ”.

### 22–23 marca 2003
Media donoszą o 150 tysiącach protestujących w Barcelonie (inne źródła podają milion); ponad 100 tys. (inne źródła: do 500 tys.) w Londynie; około 100 tys. w Paryżu; łącznie co najmniej 150 tys. protestujących w wielu miastach niemieckich; między 35 a 90 tys. w Lizbonie; około 40 tys. w Bernie (największy protest w Szwajcarii od dziesięcioleci); 10 do 20 tys. w Grecji, Danii i Finlandii. Według niemieckiego magazynu Spiegel Online w Nowym Jorku protestowało 250 tys. osób. Demonstracje miały miejsce również w Waszyngtonie. W Chicago protestujący zakłócili ruch, zamykając drogę Lake Shore Drive. CNN poinformowało, że marsz ponad tysiąca protestujących w Atlancie w stanie Georgia, minął ich siedzibę główną, wzburzony relacjami z wojny, przedstawionymi przez stację. Również Kanada doświadczyła licznych protestów antywojennych w ciągu weekendu. Tłumy antywojennych demonstrantów wyszły na ulice Montrealu i Toronto. W Calgary odbyły się trzydniowe protesty (20 – 22 marca), które zakończyły się marszem otaczającym budynek rządowy i amerykański konsulat. We włoskim Neapolu 10 tys. antywojennych demonstrantów przemaszerowało w kierunku bazy NATO w Bagnoli. Protesty miały również miejsce w Wellington w Nowej Zelandii; w australijskich miastach Brisbane i Hobart w których został zatrzymany ruch uliczny; w Dżakarcie w Indonezji, gdzie protestujący zgromadzili się przy ambasadzie Stanów Zjednoczonych; w całej Korei Południowej, w tym w Seulu, gdzie buddyjscy mnisi grali na bębnach przed tłumem 2 tys. protestujących w hołdzie ofiarom wojny; w całych Indiach, w tym 15 tys. w Kalkucie; w Bangladeszu, w którym doszło do strajku generalnego (zamknięto wiele przedsiębiorstw i meczetów); oraz w Japonii, gdzie doszło do protestów w pobliżu amerykańskich baz lotniczych i marynarki wojennej na południowej wyspie Okinawa. Tysiące protestujących, głównie muzułmanów, demonstrowało na całym kontynencie afrykańskim. Setki młodych ludzi (szacunki BBC) maszerowało w kenijskim Mombasie. Studenci, uczniowie szkół koranicznych, kobiety oraz intelektualiści protestowali w stolicy Somalii – Mogadiszu. Drugiego dnia pojawiły się doniesienia o masowych konfliktach pomiędzy protestującymi a policją w Bahrajnie. Podczas transmisji na żywo z ceremonii wręczenia Oscarów w 2003 roku kilku prowadzących i laureatów nagrody wygłosiło różne komentarze przeciwko wojnie, poczynając od Susan Sarandon dającej prosty znak pokoju, kończąc na Michaelu Moore publicznie potępiającego George’a W. Busha.

### 24 marca 2003
Według doniesień medialnych co najmniej 20 tys. uczniów protestowało w Hamburgu. Po marszu protestacyjnym, który miał miejsce przed amerykańską ambasadą w tym mieście wybuchły konflikty pomiędzy policją a protestującymi. Demonstranci, którzy zostali odparci przez policję, zaczęli rzucać kamieniami, a ci z kolei zareagowali za pomocą armatek wodnych. Od tego czasu w Hamburgu toczą się poważne dyskusje na temat nadużyć ze strony policji. Po południu, 50 tys. osób demonstrowało pokojowo w Lipsku bezpośrednio po tradycyjnych modlitwach o pokój w kościele świętego Mikołaja. Modlitwy i kolejne wielkie demonstracje odbywające się tam w każdy poniedziałek („Montagsdemos”) pomogły obalić rząd NRD we Wschodnich Niemczech w 1989 roku. Tygodniowe demonstracje wspierane przez kościoły, związki zawodowe i inne organizacje obywatelskie, rozpoczęły się ponownie w styczniu 2003 roku w proteście przeciwko zbliżającej się inwazji na Irak. Popołudniowe marsze protestacyjne odnotowano również w Berlinie i Fryburgu Bryzgowijskim. W Rzymie, Mediolanie, Turynie oraz innych włoskich miastach, tysiące uczniów i nauczycieli nie pojawiało się w szkole, aby protestować przeciwko wojnie w Iraku. Związek nauczycielski poinformował, że zamknięto 60% wszystkich szkół. Strajk został zaplanowany na wiele tygodni przed jego rozpoczęciem jako sprzeciw dotyczący ustawy o reformie szkolnictwa, ale został przekształcony w protest antywojenny. 400 przeciwników wojny próbowało dostać się do australijskiego parlamentu w Canberze, aby porozmawiać z premierem, ale zostali oni powstrzymani przez policję. W indyjskim stanie Andhra Pradesh maoistyczni protestanci zaatakowali sklepy sprzedające coca-colę i inne amerykańskie napoje bezalkoholowe. Protesty przed amerykańskimi budynkami i w sklepach z fast foodami miały miejsce również w Indonezji. W Egipcie protestowało 12 000 studentów z dwóch uniwersytetów w Kairze oraz 3000 osób w stolicy Tajlandii – Bangkoku. W Rio de Janeiro w Brazylii 150 osób rzucało kamieniami w konsulat Stanów Zjednoczonych.

### 25 marca 2003
Niektórzy ludzie demonstrowali w Syrii przeciwko Stanom Zjednoczonym, Wielkiej Brytanii i Izraelowi. Protest ten został poparty przez rząd syryjski. W islamskim kraju Bangladeszu demonstrowało 60 tys. osób. Media donoszą również o protestach przed budynkiem południowokoreańskiego parlamentu, przeciwko planom włączenia sił tego kraju do wojny.

### 27 marca 2003
Setki demonstrantów przyłączyło się do aktów nieposłuszeństwa obywatelskiego w Nowym Jorku. W „demonstancji die-in” (demonstracja, w której protestujący kładą się na ziemi i udają martwych) zorganizowanej przez Koalicję M27 (zrzeszająca antywojenne organizacje i jednostki), 215 osób zostało aresztowanych po zablokowaniu ruchu przy Piątej Alei w pobliżu Rockefeller Center, protestując przeciwko współpracy amerykańskich mediów z rządem. Protestujący zablokowali również ruch w różnych miejscach w całym mieście w ramach skoordynowanego protestu pod hasłem „No Business As Usual”. Protesty odbywały się również w całej Wielkiej Brytanii. Około 250 studentów (szacunki policji) maszerowało przy ambasadzie USA w centrum Londynu. 200 osób (szacunki Policji południowej Walii) zatrzymało ruch w centrum Cardiff, co doprowadziło do co najmniej sześciu aresztowań. W porze lunchu na moście Humber w Hull odbyła się antywojenna demonstracja, podczas której doszło do pewnych sporów pomiędzy kierowcami a protestującymi. W Derry kilkunastu antywojennych demonstrantów wtargnęło do budynku firmy Raytheon okupowali do momentu usunięcia przez policję. Tysiące osób przyłączyło się do protestu w Manchesterze.

### 28 marca 2003
Globalne protesty nie ustały w drugim tygodniu wojny. Około 10 tysięcy osób protestowało w Teheranie. Protestujący popierani przez rząd skandowali podczas marszu następujące hasła: „Śmierć Saddamowi” oraz „Śmierć Ameryce”. Od 50 do 80 tysięcy ludzi protestowało w Kairze, po piątkowych modlitwach. W kolumbijskiej Bogocie przed konsulatem Stanów Zjednoczonych miały miejsce gwałtowne rozruchy. Marsze protestacyjne i demonstracje miały miejsce również w Algierze, Bahrajnie, na terytoriach palestyńskich, w Korei Południowej, Indonezji i Pakistanie. W Australii policja powstrzymała marsze protestacyjne. W Niemczech kontynuowano demonstracje młodzieży szkolnej. W Nowym Delhi i innych miejscach w Indiach ponad 20 tysięcy ludzi protestowało przeciwko wojnie. Największa demonstracja składała się głównie z muzułmanów, była też osobna demonstracja składająca się głównie z komunistów.

### 29 marca 2003
W Bostonie w stanie Massachusetts, 50 tysięcy osób wzięło udział w największym zgromadzeniu w tym mieście od zakończenia wojny w Wietnamie. Tysiące ludzi zablokowało Boylston Street, leżąc wzdłuż Boston Common. Dokonano szeregu aresztowań. W Wielkiej Brytanii setki demonstrantów przemaszerowało z Cowley do centrum Oxfordu, a tysiące wyszło na ulice Edynburga (policja oszacowała, że jest ich 5 tys., a organizatorzy oszacowali ich liczbę na ponad 10 tys.). Protestujący z tego ostatniego miasta przemaszerowali wzdłuż Princes Street na masową manifestację w okolicy Meadows.

### 30 marca 2003
100 tysięcy ludzi przemaszerowało przez stolicę Indonezji – Dżakartę. Według korespondenta BBC, Jonathana Heada, była to największa antywojenna demonstracja, jaka odbyła się do tej pory wśród najbardziej zaludnionego państwa muzułmańskiego na świecie. W tym dniu odbyła się również pierwsza oficjalnie zatwierdzona demonstracja w Chinach, gdzie 200-osobowy tłum, składający się głównie z zagranicznych studentów, mógł skandować antywojenne hasła, przechodząc obok ambasady USA w Pekinie. Aczkolwiek około stu chińskim studentom skonfiskowano transparenty i uniemożliwiono wejście do parku, w którym miejscowi uzyskali pozwolenie na demonstracje. W Ameryce Łacińskiej zgromadzenia odbywały się w Santiago, Meksyku, Montevideo, Buenos Aires i Caracas. W Niemczech co najmniej 40 tys. ludzi utworzyło ludzki łańcuch pomiędzy północnymi miastami Münster i Osnabrück, oddalonymi od siebie o 56 kilometrów. Również około 23 tys. osób wzięło udział w marszach w Berlinie, które zakończyły się wiecem w parku Tiergarten. Protesty odbyły się również w Stuttgarcie i Frankfurcie, gdzie 25 osób zostało aresztowanych za próbę zablokowania wejścia do amerykańskiej bazy lotniczej. Marsze odbywały się również w Paryżu, Moskwie, Budapeszcie, Warszawie i Dublinie.

### 7 kwietnia 2003
W Oakland w Kalifornii policja wystrzeliwała gumowe kule i woreczki wypełnione grochem w kierunku protestujących oraz dokerów poza portem, raniąc co najmniej tuzin demonstrantów i sześciu stojących w pobliżu tragarzy. Demonstranci protestowali przeciwko akcji związanej z wojną w Iraku, prowadzonej przez APL i SSA. Większość z pięciuset demonstrantów rozproszyło się dobrowolnie. Pozostali zablokowali ruch na prywatnej posesji w pobliżu portu i nie rozproszyli się pomimo ostrzeżeń policji. Szef policji w Oakland powiedział, że demonstranci rzucali w funkcjonariuszy narzędziami i śrubami, więc użycie broni było konieczne do rozproszenia tłumu. Wskazał, że gumowe kule były stosowane w odpowiedzi na bezpośrednie działania niezgodne z prawem, a tragarze zostali złapani w krzyżowy ogień. Rzecznik portu poinformował, że policja dała im dwie minuty na rozproszenie się, po czym otworzyła ogień, zamiast dokonywać aresztowań. Demonstranci twierdzą również, że policja wycelowała w nich bezpośrednio, zamiast strzelać w powietrze lub w ziemię. Trzydzieści jeden osób zostało aresztowanych. Protestujący podzielili się na grupy i przemaszerowali do budynku federalnego w Oakland. W Nowym Jorku, w Stanach Zjednoczonych, demonstranci uderzyli w the Carlyle Group, czyli firmę inwestycyjną mającą głębokie powiązania z wojną. Około 20 protestujących zostało aresztowanych w związku z zaplanowanym nieposłuszeństwem obywatelskim. Policja otoczyła i aresztowała blisko 100 osób, które tylko przyglądały się protestowi z drugiej strony ulicy.

## Okres po bitwie

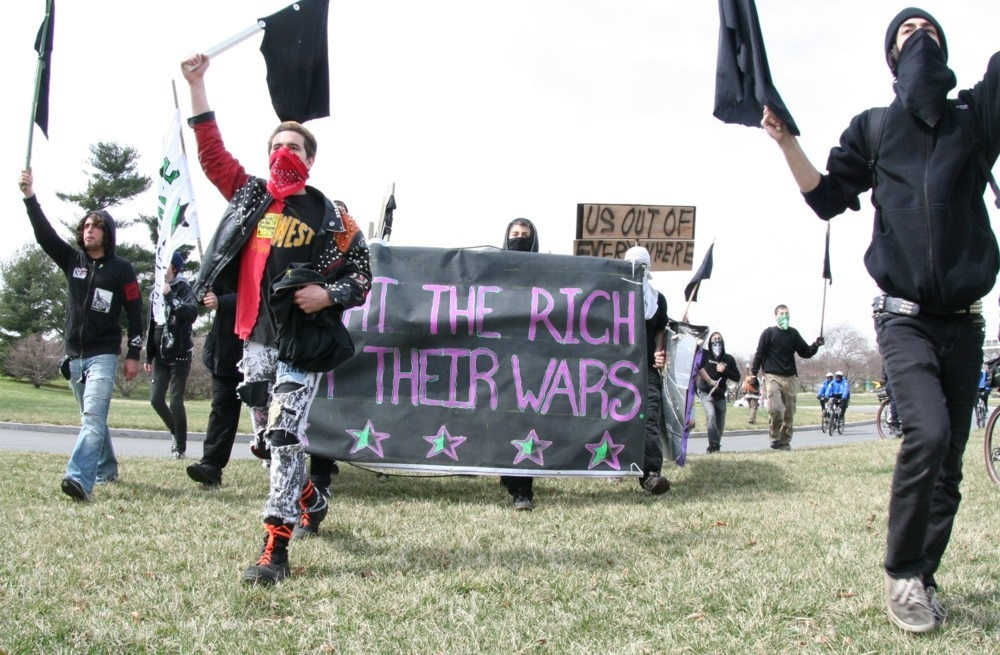
Grupa czarnego bloku maszeruje 21 marca 2009 roku w Waszyngtonie na znak protestu przeciwko wojnie w Iraku. Pełny tekst na banerze brzmi: „Walczcie z bogatymi, nie z ich wojnami.”

Po okresie walk od marca do kwietnia 2003 roku, zarówno intensywność protestów, jak i walki zbrojnej uległa chwilowemu zmniejszeniu. Protesty przeciwko wojnie jako całości były kontynuowane, często przy okazji rocznic wojny i wizyt członków administracji Busha w obcych miastach. Na terenie Stanów Zjednoczonych do ogólnych protestów antywojennych dołączyły protesty koncentrujące się na konkretnych kwestiach lub strategiach, w tym: sprzeciw wobec tortur i nadużyć (takich jak te w więzieniu Abu Ghraib), wezwania do wycofania wielonarodowych sił zbrojnych w Iraku, kontr-rekrutacja, wsparcie dla przedstawicieli wojskowego oporu, takich jak porucznik Ehren Watada, oraz sprzeciw wobec kontrahentów wojskowych i korporacyjnych. Największymi protestami w tym okresie były mobilizacje krajowe, wielopłaszczyznowe, takie jak te z 30 sierpnia 2004 roku i 29 kwietnia 2006 roku. Podczas niektórych protestów obecne były elementy czarnego bloku.

### 12 kwietnia 2003
Protesty sponsorowane przez ANSWER odbyły się w Waszyngtonie, San Francisco i Los Angeles w celu demonstracji przeciwko wojnie w Iraku, trzy dni po upadku Bagdadu. W Waszyngtonie trasa marszu, w którym wzięło udział 30 000 osób, objęła drogę wzdłuż biur kilku organizacji medialnych oraz firm takich jak Bechtel i Halliburton.

### 25 października 2003
Dziesiątki tysięcy ludzi demonstrowało w Waszyngtonie, San Francisco, Reno w Nevadzie i innych miastach na całym świecie, w opozycji do okupacji Iraku. Protestujący opowiadali się również za powrotem amerykańskich żołnierzy do Stanów Zjednoczonych oraz za ochroną swobód obywatelskich.
Na wiecu w Waszyngtonie zebrało się 20 000 protestujących (szacunki BBC). Protest zakończył się wiecem pod pomnikiem Waszyngtona, w zasięgu wzroku Białego Domu. Protestujący domagali się również uchylenia amerykańskiej ustawy PATRIOT Act. Protesty Waszyngtonu i San Francisco zostały zorganizowane wspólnie przez ANSWER (Act Now to Stop War and End Racism) i United for Peace and Justice.
Prowojenna demonstracja w Waszyngtonie zorganizowana przez Free Republic przyciągnęła tylko kilkadziesiąt osób (szacunki BBC).

### 20 listopada 2003
Wizyta George’a Busha w Wielkiej Brytanii spotkała się z pokojowymi protestami antywojennymi w Londynie, które przyciągnęły od 100 000 (szacunki policji) do 200 000 (szacunki organizatorów) osób i zakończyły się obaleniem wizerunku Busha na Trafalgar Square.

### 4 czerwca 2004
Ponad 100 000 osób demonstrowało w Rzymie i innych włoskich miastach podczas wizyty Busha u papieża Jana Pawła II, który wielokrotnie wyrażał swój sprzeciw wobec wojny. Dziesięć tysięcy policjantów patrolowało miejsce konferencji.

### 5 czerwca 2004
Koalicja ANSWER sponsorowała demonstrację w Waszyngtonie, przechodząc od Białego Domu przez dzielnice klasy robotniczej do domu Donalda Rumsfelda na Kalorama Road NW w pobliżu Embassy Row. Ponadto, ponad 10 000 obywateli przemaszerowało w San Francisco. Miał tam również miejsce protest setek prowojennych zwolenników.

### 29 sierpnia 2004
W ramach protestów Krajowej Konwencji Republikanów w 2004 roku, United for Peace and Justice zorganizował masowy marsz, jeden z największych w historii USA, w którym protestujący przeszli obok Madison Square Garden, miejsca konwencji. W marszu wzięły udział setki odrębnych reprezentantów, a także indywidualnych demonstrantów. Grupa One Thousand Coffins zorganizowała pochód tysiąca kartonowych trumien upamiętniających każde z poległych w tym dniu amerykańskich żołnierzy, niesionych przez ogólnokrajową koalicję obywateli, weteranów, duchownych i rodzin poległych. Na każdej z nich znajdowała się flaga narodowa. Natomiast kilkuset członków Billionaires for Bush odbyło wyśmiewający ten pochód kontrmarsz. Szacunki dotyczące liczebności tłumu wahały się od 120 tys. osób (rzecznik prasowy policji) do ponad 500 tys. osób (organizatorzy, drugie źródło policyjne). W marcu 2007 roku zastępca komisarza nowojorskiej policji Paul Browne oświadczył o protestach RNC: „Na pewno miał pan 800.000 w dniu 29 sierpnia.”

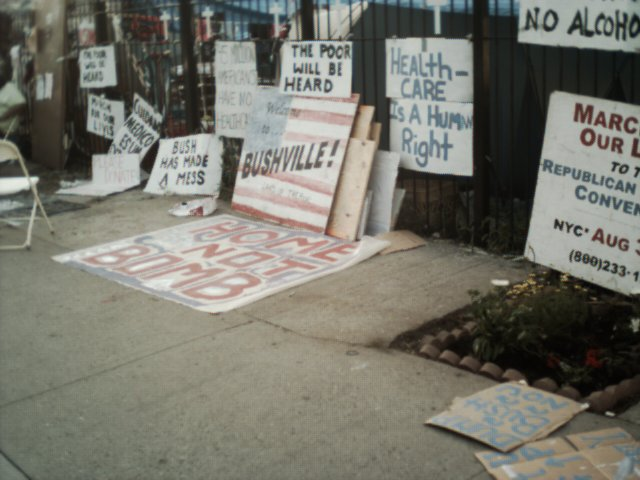
Transparenty w Bushville, Brooklyn

Organizatorzy zorganizowali przedmarszową konferencję prasową przed tysiącami osób na Siódmej Alei. Kilka osób wypowiedziało się przeciwko wojnie w Iraku i polityce administracji Busha, w tym Michael Moore, Jesse Jackson, kongresmen Charles Rangel i ojciec, który stracił syna w Iraku. Całe wydarzenie trwało sześć godzin, a początkowa grupa ludzi zakończyła marsz na długo przed tym, jak tysiące pozostałych osób mogło wreszcie ruszyć z miejsca startowego. Rząd miasta, pod przewodnictwem prezydenta republiki Michaela Bloomberga, wcześniej odmówił protestującym zgody na zorganizowanie wiecu w Central Parku po marszu, powołując się na obawy o trawę parku. Zamiast tego zaoferowano West Side Highway, ale organizatorzy odmówili, powołując się na wygórowane koszty dodatkowego sprzętu nagłaśniającego i problemy z lokalizacją. Organizatorzy zachęcali do udania się do Central Parku po zakończeniu marszu na Union Square. Zakłócenia były niewielkie. Nowojorski komisarz Raymond W. Kelly poinformował o około 200 aresztowaniach, z których większość miała miejsce po zakończeniu marszu.

### 2 października 2004
Duża grupa ludzi zebrała się w Miejscu Pamięci Kobiet na Narodowym Cmentarzu Arlington na rzecz Narodowej Procesji Pamięci, opisanej jako „Szlak Żałoby i Prawdy z Iraku do Białego Domu”. Tematem wydarzenia była „Żałoba po zmarłych. Leczyć rannych. Zakończyć wojnę.” Uczestnicy zostali zachęceni do ubrania się na czarno, by symbolizować żałobę. Cindy Sheehan była wśród uczestników tej demonstracji. Przemówienia wygłosili weterani, członkowie rodzin wojskowych, członkowie rodzin poległych żołnierzy i inni. Po przemówieniach uczestnicy przemaszerowali z Cmentarza Narodowego w Arlington do parku The Ellipse w Waszyngtonie, niosąc kartonowe trumny symbolizujące zmarłych w czasie wojny. Po marszu odbył się kolejny wiec, podczas którego trumny niesione w czasie marszu zostały umieszczone w The Elipse razem z innymi, które zostały tu pozostawione wcześniej. Po drugim wiecu 28 osób, w tym Michael Berg (ojciec amerykańskiego cywila Nicholasa Berga, zabitego przez bojowników w Iraku), zostało aresztowanych przy próbie dostarczenia do Białego Domu nazwisk poległych bohaterów.

### 17 października 2004
Około 10 000 osób biorących udział w Milion Worker March w Waszyngtonie przeprowadziło demonstrację pro-robotniczą, bardzo mocno koncentrującą się również na wojnie w Iraku.

### 30 listopada 2004
W Ottawie odbyły się dwa protesty przeciwko pierwszej oficjalnej wizycie George’a W. Busha w Kanadzie. Wiec i marsz wczesnym popołudniem składał się z ponad piętnastu tysięcy uczestników (lub według policji 5 tysięcy). Wieczorny wiec na Parliament Hill przyciągnął kolejne 15 tysięcy i zawierał przemówienie Brandona Hugheya, amerykańskiego żołnierza szukającego azylu w Kanadzie po odmowie walki w Iraku. Przystanek Busha 1 grudnia w Halifaxie w Nowej Szkocji przyciągnął od 4000 do 5000 protestujących.

### 20 stycznia 2005
Tysiące ludzi uczestniczyło w wielu wiecach i marszach protestacyjnych, które odbyły się w całym Waszyngtonie w dniu drugiego przemówienia inauguracyjnego George’a W. Busha, aby zaprotestować przeciwko wojnie w Iraku i innej polityce administracji Busha.

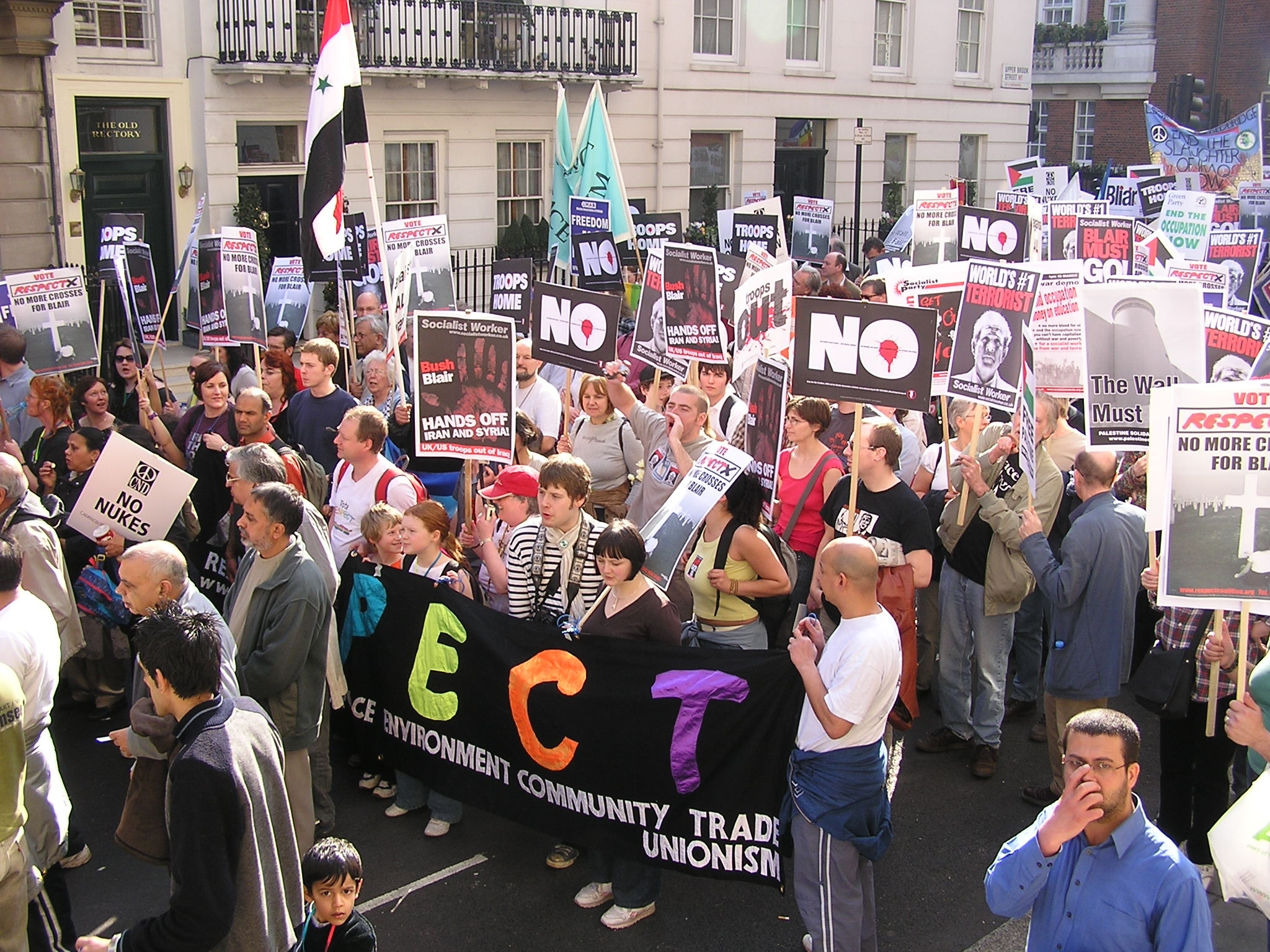
Protestujący 19 marca 2005 roku w Londynie, gdzie organizatorzy zebrali ponad 150 000 uczestników marszu

### 19 marca 2005
Protesty z okazji drugiej rocznicy rozpoczęcia wojny w Iraku odbyły się na całym świecie, w Stanach Zjednoczonych, Wielkiej Brytanii, Kanadzie, Ameryce Środkowej, Ameryce Południowej, Europie, Australii, Nowej Zelandii, Afryce, Azji i na Bliskim Wschodzie (niektóre protesty odbyły się również 20 marca). W Glasgow w Szkocji około 1000 osób (szacunki BBC) wzięło udział w wiecu, gdzie odczytano niektóre nazwiska osób, które do tej pory zginęły w konflikcie, wraz z listą zawstydzającą publicznie szkockich posłów, którzy poparli wojnę. Wśród prelegentów znalazł się Maxine Gentle, którego żołnierski brat Gordon zginął w Iraku. Według sondażu (głównie raportów organizatorów), na całym świecie maszerowało ponad milion osób. Protesty zostały zwołane przez Zgromadzenie Antywojenne Światowego Forum Społecznego w 2005 roku, doroczną konferencją ruchu globalizacji alternatywnej, która odbyła się w Porto Alegre w Brazylii w dniach 26–31 stycznia i była wspierana przez koalicje z całego świata.

### 21 czerwca 2005
Oficer armii niemieckiej, major Florian Pfaff, został zwolniony z zarzutów przez Bundesverwaltungsgericht (niemiecki sąd administracyjny) po tym, jak odmówił udziału w tworzeniu oprogramowania, które mogłoby zostać wykorzystane w wojnie w Iraku.

### 6–31 sierpnia 2005
Cindy Sheehan, matka zabitego amerykańskiego żołnierza Caseya Sheehana, założyła obóz protestacyjny nieopodal rancza przebywającego na wakacjach prezydenta George’a W. Busha w Crawford w Teksasie. Sheehan, która wcześniej spotkała się z Bushem bez obecności mediów, określiła to krótkie spotkanie jako lekceważące i pozbawione szacunku oraz zażądała, by prezydent spotkał się z nią i przestał wykorzystywać śmierć żołnierzy, w tym jej syna, jako uzasadnienie dla pozostania w Iraku.

### 24 września 2005
Protesty odbywały się w USA i w Europie. Policja szacuje, że w Waszyngtonie wzięło w nich udział około 150 000 osób, w Los Angeles w Kalifornii 15 000, w Londynie 10 000, w San Francisco 20 000, i ponad 2000 w San Diego w Kalifornii. Ponadto, w Londynie, organizatorzy twierdzą, że w podobnych protestach wzięło udział 100 000 osób, ale policja szacuje, że liczba ta wynosi 10 000.

### 4–5 listopada 2005
Popularne i ogromne demonstracje przeciwko wojnie prowadzonej przez USA w Iraku oraz polityce gospodarczej wspieranej przez USA w Ameryce Łacińskiej, odbyły się w Argentynie równolegle z Czwartym Szczytem Ameryk w dniach 4–5 listopada.

### 18–20 marca 2006

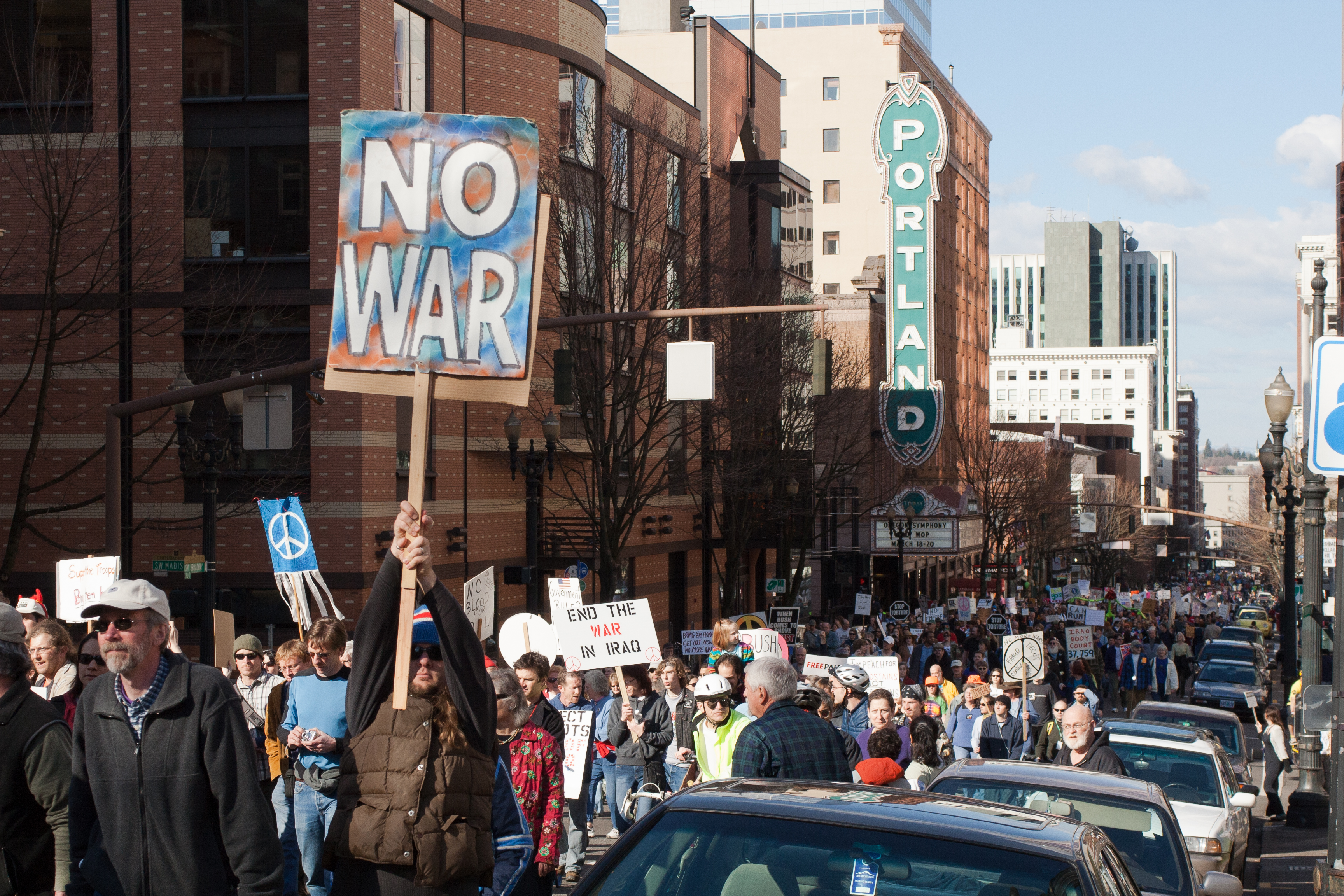
Protestujący w Portland w Oregonie w dniu 19 marca 2006

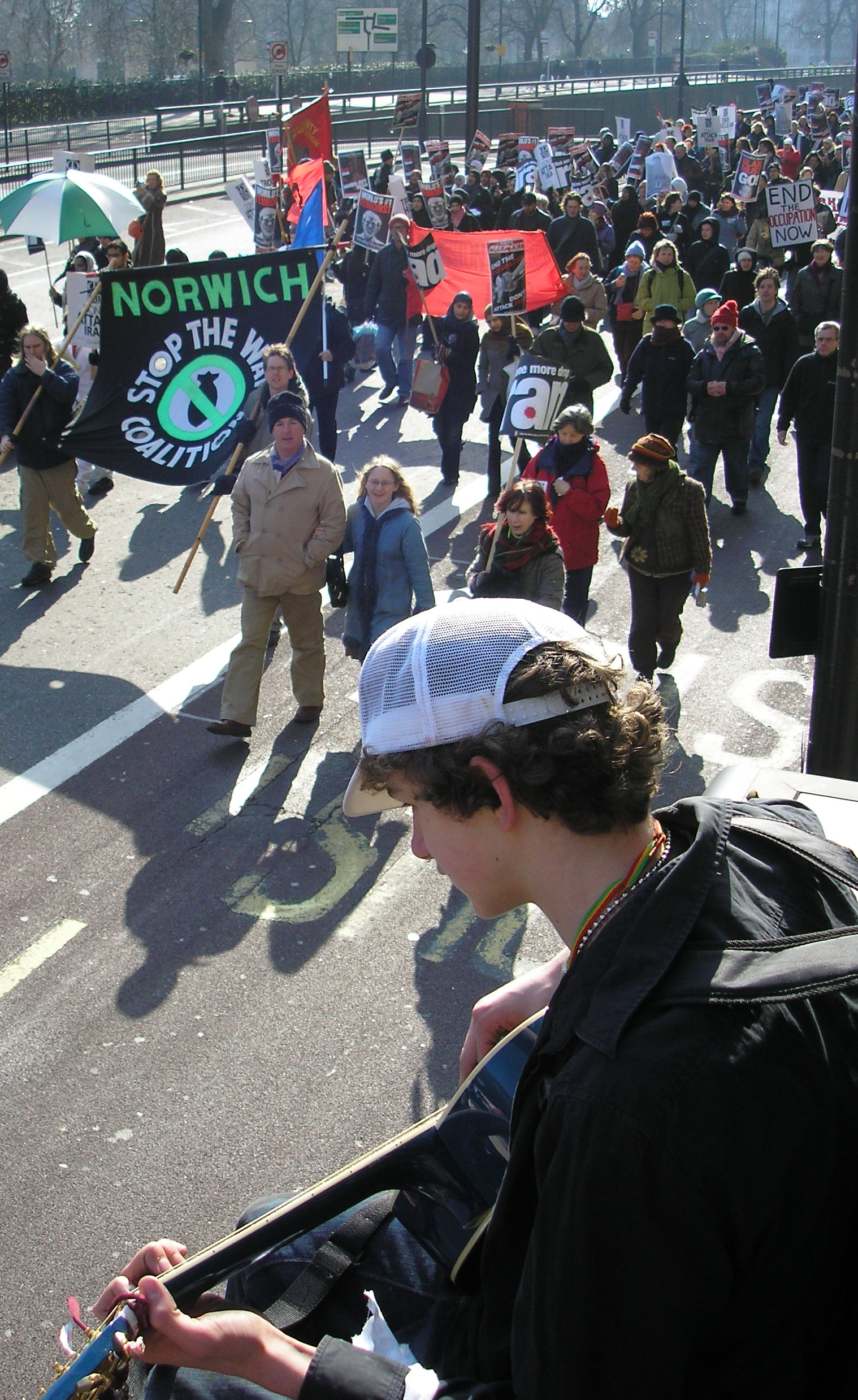
Demonstranci w Londynie

Z okazji trzeciej rocznicy inwazji na Irak odbyły się skoordynowane protesty. Miały one głównie w Bagdadzie, Basrze, Londynie, Nowym Jorku, Waszyngtonie, Portlandzie, Oregonie, Madrycie, Rzymie, Sydney, Tokio, Seulu, Stambule, Toronto i Dublinie. Organizatorzy demonstracji w Londynie stwierdzili, że jest to pierwszy skoordynowany protest w Iraku, Wielkiej Brytanii i Stanach Zjednoczonych. Na tydzień 15–21 marca w Stanach Zjednoczonych zaplanowano ponad 500 wydarzeń antywojennych. Tysiące lub dziesiątki tysięcy demonstrantów pojawiło się w San Francisco, Nowym Jorku, Los Angeles i Chicago.
W Waszyngtonie 200 osób przemaszerowało do Pentagonu, aby dostarczyć atrapę trumny i torbę z prochami sekretarzowi obrony Stanów Zjednoczonych Donaldowi Rumsfeldowi. Dwa tuziny ludzi zostało aresztowanych za przekroczenie bariery wokół Pentagonu w akcie obywatelskiego nieposłuszeństwa. Według rzeczniczki Pentagonu, Cheryl Irwin, były oni odpowiedzialni za „nieprzestrzeganie nakazów prawnych”. Materiał z protestu został włączony do filmu The Identified.
Frekwencja podczas protestów w Stanach Zjednoczonych ucierpiała przez podziały między organizatorami, takimi jak UFPJ i ANSWER.

### 1 kwietnia 2006
Tysiące ludzi z całego południa wzięło udział w marszu w Atlancie w stanie Georgia, prowadzącym z King Center na wiec w Piedmont Park z okazji 3 rocznicy wybuchu wojny w Iraku i 38 rocznicy zabójstwa Martina Luthera Kinga Jr. Południowy Marsz na rzecz Pokoju w Iraku/Sprawiedliwości w Domu został zorganizowany przez Koalicję 1-szego Kwietnia. Przemawiali podczas niego między innymi Joseph Lowery, pastor Tim McDonald i Damu Smith.

### 29 kwietnia 2006
Koalicja amerykańskich ugrupowań, zainicjowana przez organizację „Zjednoczeni dla Pokoju i Sprawiedliwości” (UFPJ), koalicję Rainbow/PUSH, Narodową Organizację Kobiet, Przyjaciół Ziemi, organizację „Amerykańscy Robotnicy przeciwko Wojnie”, Koalicję ds. Kryzysu Klimatycznego, Fundusz Pomocy Ofiarom Huraganów, Młodzieżową i Studencką Koalicję na rzecz Pokoju, oraz stowarzyszenie Weterani dla Pokoju zorganizowała narodową mobilizację przeciwko wojnie 29 kwietnia w Nowym Jorku.

### 22–31 maja 2006
Członkowie pacyfistycznego Portowego Ruchu Oporu przeciw Militaryzacji w Olimpii w stanie Waszyngton oprotestowali wysyłkę przez tamtejszy port 300 opancerzonych wozów typu Stryker do Iraku Bezpośrednie działania protestujących, takie jak ustawianie się w szeregu w celu blokowania dróg, które armia wykorzystywała do dotarcia do portu, doprowadziły do wielu aresztowań.

### 9 sierpnia 2006
Dziewięciu członków Koalicji Antywojennej Derry z siedzibą w Irlandii Północnej wtargnęło na teren koncernu zbrojeniowego Raytheon w Derry. Okupacja zakładu trwała osiem godzin, do momentu gdy policja weszła do budynku i usunęła protestujących. Wszystkim dziewięciu uczestnikom zostały postawione zarzuty włamania z bronią w ręku oraz wtargnięcia na teren prywatny.

### 23 września 2006
W Manchesterze odbyła się ogólnokrajowa demonstracja antywojenna, która zbiegła się z doroczną konferencją Partii Pracy odbywającą się w tym samym dniu. Koalicja „Stop Wojnie”, która była organizatorem demonstracji, oszacowała jej frekwencję na około 50 tysięcy osób. Początkowe szacunki policyjne, mówiące o 8 tysiącach uczestników, zostały później skorygowane do 20 tysięcy. Miejscowi organizatorzy uznali, że była to największa demonstracja w historii miasta od czasów Czartystów (połowa XIX wieku). Następnie odbyła się konferencja alternatywna „Stop Wojnie” (alternatywna dla pieczołowicie zorganizowanej konferencji Partii Pracy).

### 5 października 2006
Działania w Stanach Zjednoczonych miały miejsce w prawie każdym stanie. Organizacja o nazwie „Świat Nie Może Czekać” zorganizowała ogólnonarodowe wydarzenie: demonstracje odbyły się w takich okolicach jak Nowy Jork, Los Angeles, San Francisco, Chicago, Houston i innych. Łącznie zorganizowano ponad 200 protestów.

### 3 listopada 2006
Malachi Ritscher popełnił samobójstwo przez samospalenie przy drodze szybkiego ruchu w pobliżu centrum Chicago w godzinach porannego szczytu w piątek, 3 listopada 2006 roku, w proteście przeciwko wojnie w Iraku oraz, bardziej ogólnie, „ze względu na chaos i zawirowania spowodowane przez swój kraj”.

### 4 stycznia 2007
Sąd wojenny, przed którym został postawiony porucznik Ehren Watada również napotkał opór. 4 stycznia 2007 roku stowarzyszenie antywojenne Weteranów Wojny w Iraku założyło obóz protestacyjny o nazwie „Camp Resistance” w Fort Lewis, aby wesprzeć Watadę. Tego samego dnia około 200 osób protestowało przeciwko jego oskarżeniu w San Francisco, z czego dwadzieścia osiem zostało aresztowanych pod zarzutem zaangażowania w nieposłuszeństwo obywatelskie.

### 10–11 stycznia 2007
Liczne grupy zorganizowały demonstracje w odpowiedzi na przemówienie George’a W. Busha z 10 stycznia, zapowiadające zwiększenie liczebności amerykańskich oddziałów w Iraku o 21 500 żołnierzy. Niewielka liczba protestów miała miejsce w wyniku wieczornego, środowego przemówienia. Jeden z nich odbył się w Bostonie i zakończył się 6 aresztowaniami za blokowanie ruchu. Organizatorzy z MoveOn.org i TrueMajority.org otrzymali doniesienia o około 500-600 protestach, które odbyły się w całym kraju 11 stycznia.

### 27 stycznia 2007
Protest przeciwko wojnie w Iraku, który odbył się 27 stycznia 2007 w Waszyngtonie, zgromadził od dziesiątek do nawet setek tysięcy protestujących.

### 11 marca 2007
W Tacomie w stanie Waszyngton działacze pokojowi prowadzili kampanię mającą na celu uniemożliwienie wojsku wysłania do Iraku 300 opancerzonych wozów typu Stryker. Aresztowano 23 demonstrantów, w tym T.J. Johnsona, który zasiada w Radzie Miejskiej Olimpii. Aresztowania nastąpiły wkrótce po tym, jak na składowisko w porcie przybył mały konwój składający się z 12 do 15 pojazdów wojskowych. Więcej wozów, w tym opancerzone pojazdy bojowe Stryker, przybyło wieczorem w poniedziałek i wczesnym wtorkiem, podczas gdy protestujący krzyczeli „nie musicie tam iść” i „jesteśmy większością.”

### 16 marca 2007
Około 100 demonstrantów zostało aresztowanych przed Białym Domem po nabożeństwie w Katedrze Narodowej w Waszyngtonie z okazji czwartej rocznicy wybuchu wojny w Iraku, oraz po marszu do Białego Domu.

### 17 marca 2007
Około 10 000 do 20 000 antywojennych demonstrantów przemaszerowało do Pentagonu w hrabstwie Arlington w Wirginii. Wzdłuż trasy ustawionych było kilka tysięcy demonstrantów prowojennych. Inne protesty i kontrdemonstracje w USA odbyły się w Austin w Teksasie, Seattle, Waszyngtonie, Chicago, Illinois, Los Angeles, Kalifornii (5000 do 6000 osób), San Francisco, San Diego i Hartford, Connecticut. Dziesiątki tysięcy osób wzięło udział w marszu w Madrycie. Mniejsze protesty odbyły się również w Turcji, Grecji, Australii, Belgii, Wielkiej Brytanii i Kanadzie.

### 15 września 2007

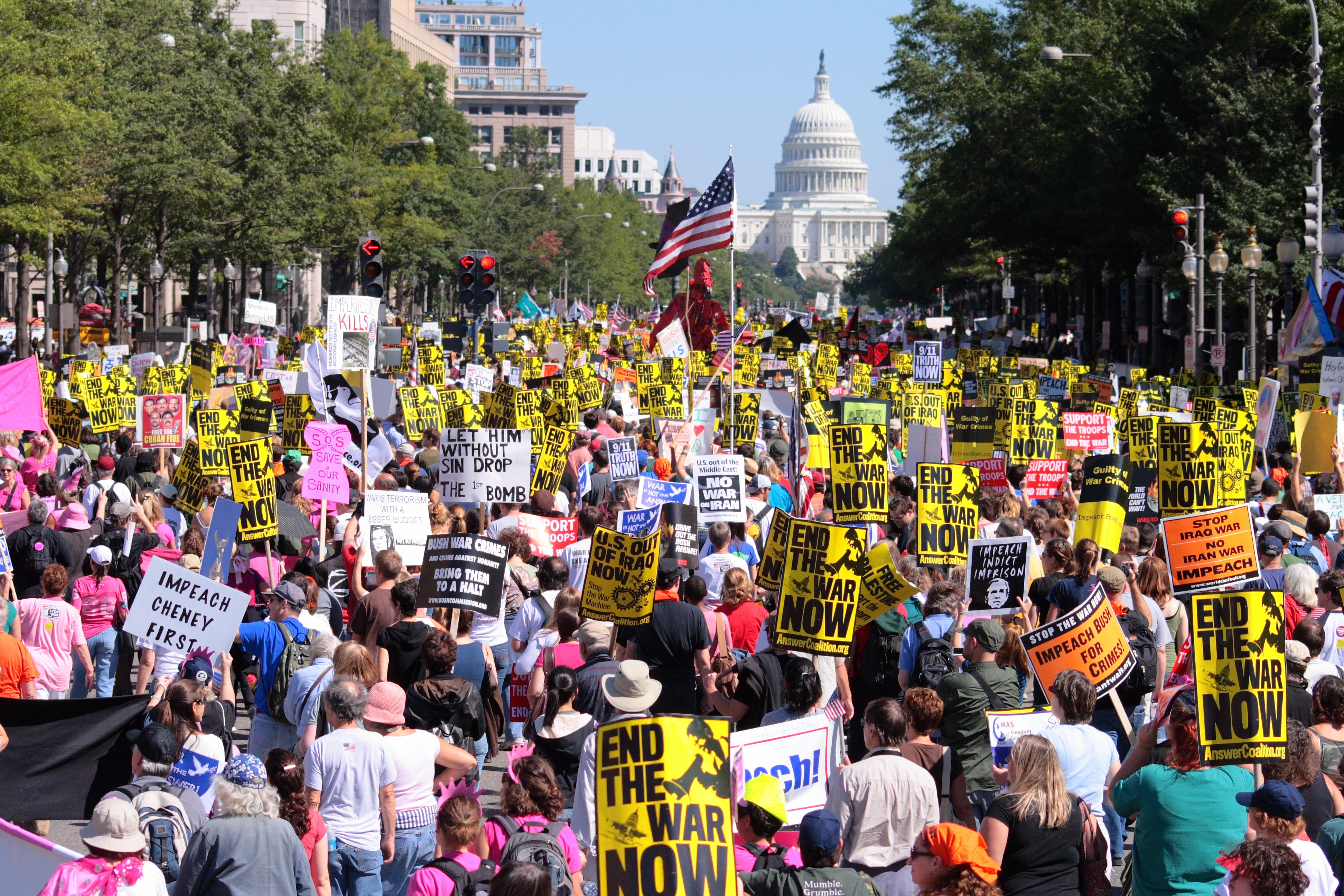
Protestujący maszerują wzdłuż Pennsylvania Avenue w kierunku Kapitolu.

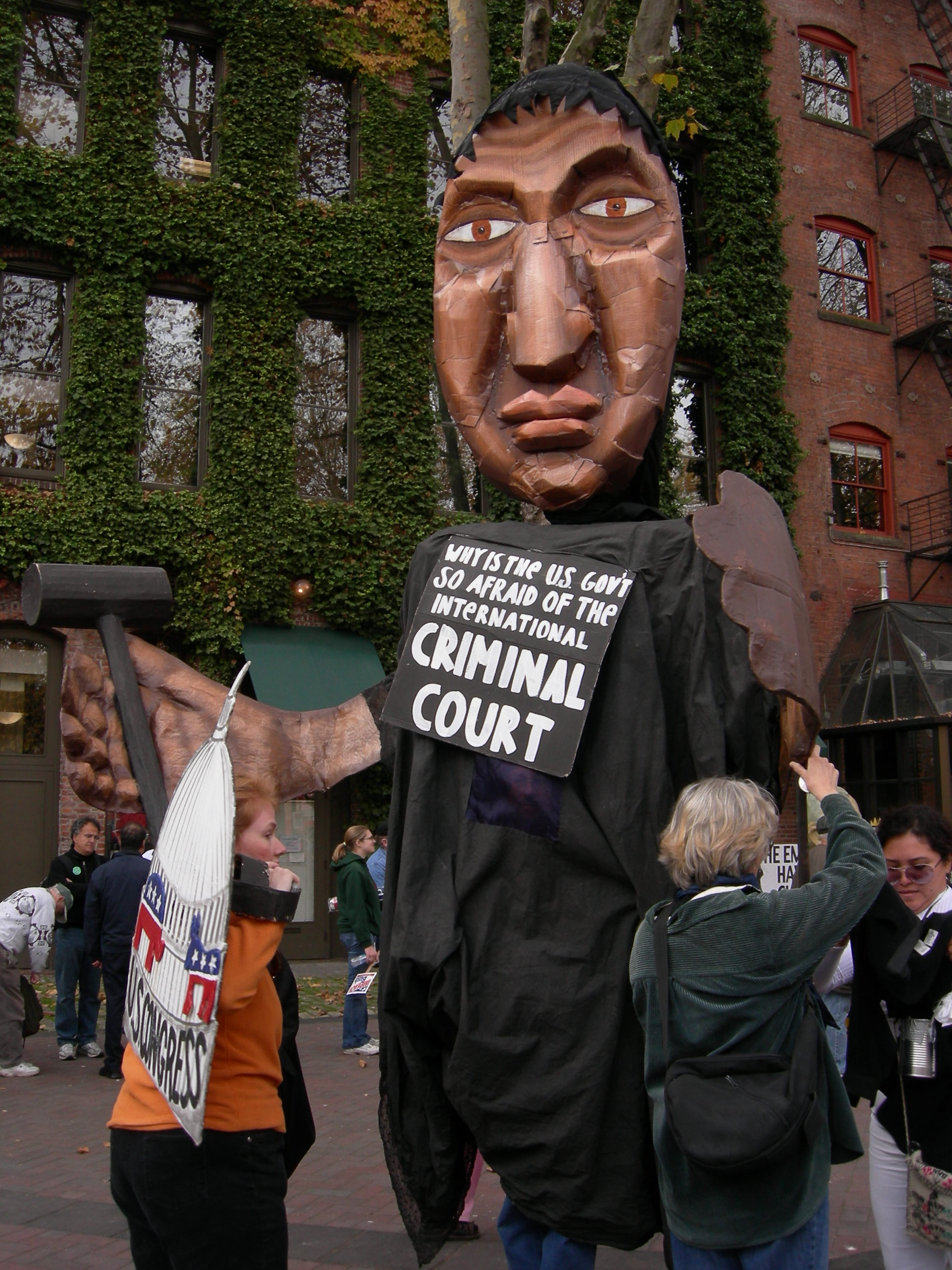
Protest przeciwko wojnie w Iraku w Occidental Park w Seattle. Napis na marionetce: „Dlaczego amerykański rząd tak bardzo boi się Międzynarodowego Trybunału Karnego?”

15 września 2007 r. odbył się marsz z Białego Domu na Kapitol. Został zorganizowany przez stowarzyszenie Weterani na rzecz Pokoju oraz koalicję ANSWER. Wolontariusze zostali zwerbowani do akcji obywatelskiego nieposłuszeństwa, której częścią było między innymi tzw. „die-in”. Ochotnicy przyjęli imiona żołnierzy lub cywilów poległych na wojnie, a następnie położyli się wokół Pomnika Pokoju. W spotkaniu brali udział politycy tacy jak Ralph Nader. Policja aresztowała ponad 190 demonstrantów, którzy przekroczyli linię policyjną przed Kapitolem. Policja Kapitolu użyła również sprayu chemicznego wobec protestujących.
Organizatorzy oszacowali, że w wiecu i marszu wzięło udział prawie 100 000 osób. Nie można było potwierdzić tej liczby; policja nie podała własnych szacunków. Agencja Associated Press mówiła o „kilku tysiącach” osób. Pozwolenie na marsz uzyskane wcześniej przez Koalicję ANSWER przewidywało 10 000 uczestników.

### 29 września 2007
Koalicja Troops Out Now zorganizowała wiec i marsz rozpoczynający się od obozowiska przed Budynkiem Kapitolu. TroopsOutNow.org oszacowało, że w marszu wzięło udział około 5000 osób. Grupa protestujących, głównie młodzież, zablokowała odcinki Constitution Avenue i Pennsylvania Avenue, w tym fragmenty nie znajdujące się na trasie marszu. 29 września o 20.40 demonstranci rozstawili namioty i przez ponad 4 godziny nie ruszali się z miejsca.

### 19 marca 2008

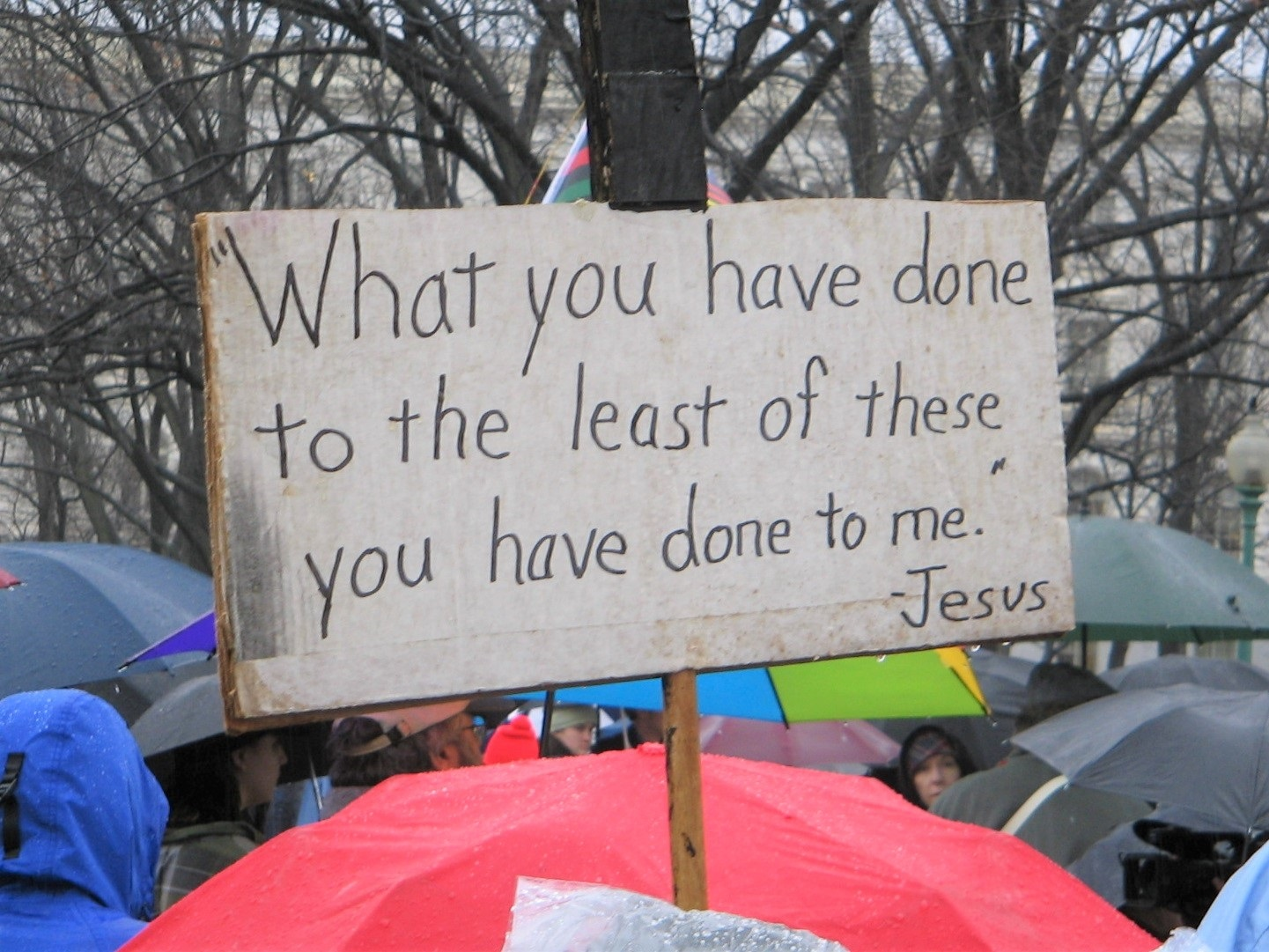
Protesty odbywały się również kilka dni przed piątą rocznicą wybuchu wojny, wśród nich m.in. grupy chrześcijańskie maszerujące w Waszyngtonie

Tysiące antywojennych demonstrantów przemaszerowało przez Waszyngton w piątą rocznicę amerykańskiej inwazji na Irak w 2003 roku. Niektórzy ochlapywali urzędy czerwoną farbą. Dochodziło również do starć z policją. Protestujący, w tym wielu weteranów, domagali się aresztowań prezydenta George’a W. Busha, wiceprezydenta Dicka Cheneya i sekretarz stanu Condoleezzy Rice, jako zbrodniarzy wojennych. Inni rzucali balony z farbą w wojskowe centra rekrutacji oraz ochlapywali nią budynki mieszkaniowe należące do firm zbrojeniowych Bechtel i Lockheed Martin.
Kilka innych protestów miało miejsce w dniach poprzedzających piątą rocznicę wybuchu wojny w Iraku. Na przykład 7 marca w Waszyngtonie kilka kościołów odbyło nabożeństwa w intencji bezpieczeństwa amerykańskich żołnierzy i zakończenia wojny. Po południu wierni pomaszerowali do budynku senackiego im. Philipa A. Harta z zamiarem nakłonienia amerykańskich senatorów, by ci sprzeciwili się państwowemu finansowania terroryzmu. Co najmniej czterdziestu demonstrantów zostało aresztowanych, gdy weszli do budynku i zaczęli modlić się o pokój.

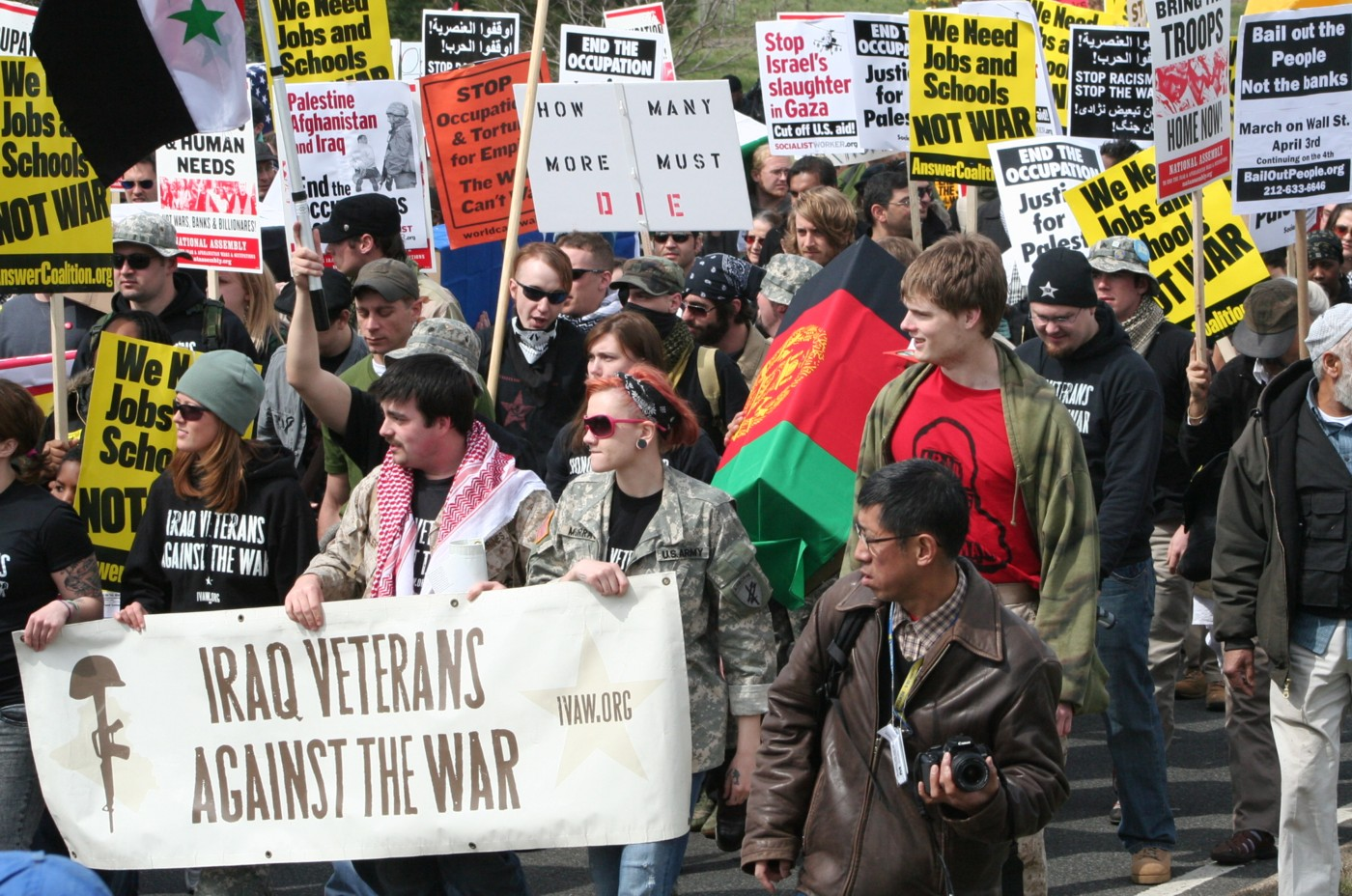
Protestujący w drodze do Pentagonu.

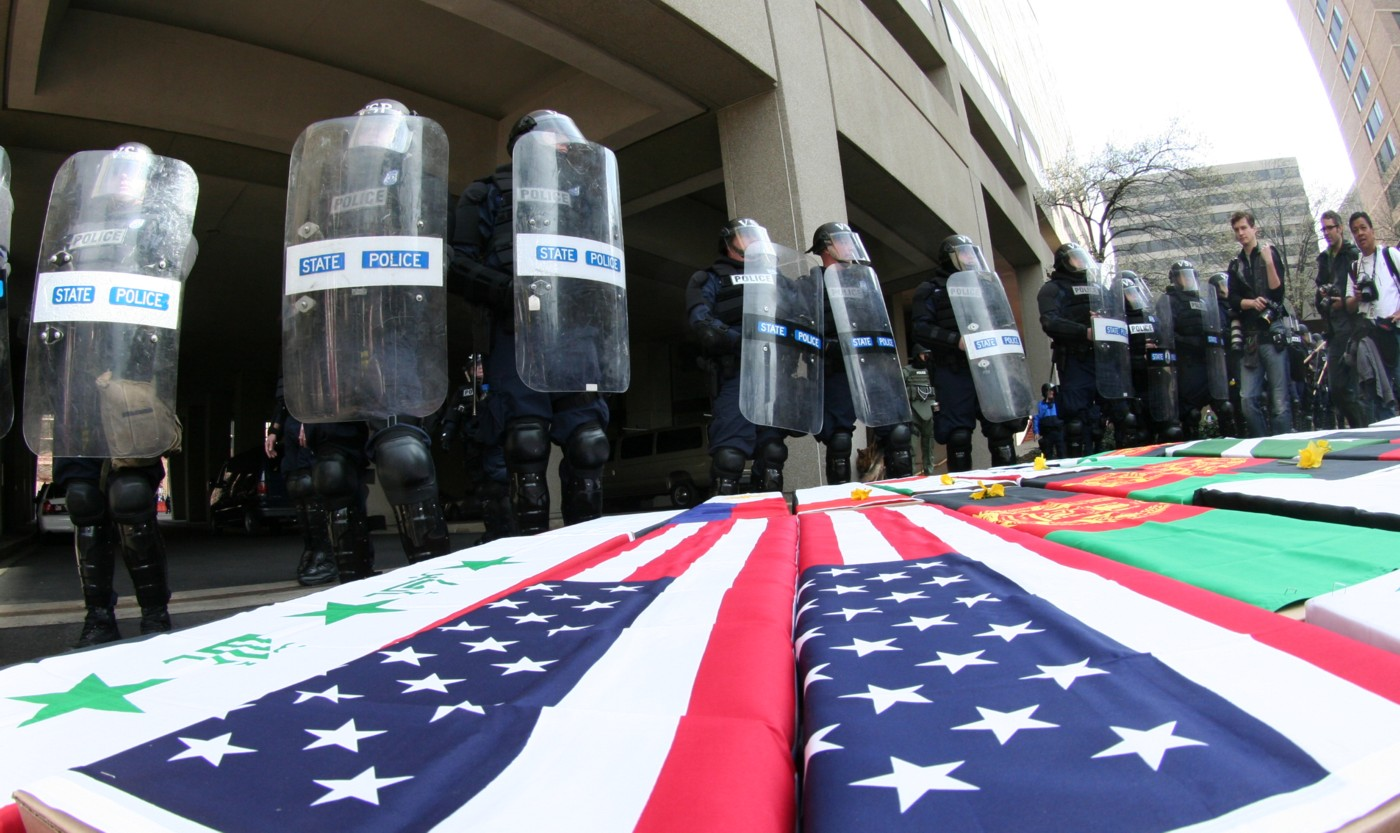
Atrapy trumien ustawione w pobliżu siedziby firmy zbrojeniowej.

### 21 marca 2009
Tysiące demonstrantów przemaszerowało od National Mall w Waszyngtonie na teren Pentagonu, a następnie do dzielnicy Crystal City w Arlington w Wirginii. Na tym obszarze Arlington znajdują się siedziby kilku firm zbrojeniowych, w tym między innymi KBR i
General Dynamics. Protestujący nieśli atrapy trumien, mające symbolizować ofiary amerykańskich konfliktów zbrojnych, a następnie umieścili je przed biurowcami. Policje stanu Virginia i Hrabstwa Arlington powitały protestujących i nie zgłosiły żadnych aresztowań. Wśród protestujących była też grupa należąca do tzw. czarnego bloku.

### 4 kwietnia 2009
Organizacja „Zjednoczeni dla Pokoju i Sprawiedliwości” zorganizowała marsz na Wall Street 4 kwietnia 2009 skierowany przeciwko wydatkom wojskowym w Iraku.

### 20 marca 2010
Dnia 20 marca 2010 r. w Stanach Zjednoczonych odbyło się antywojenne wydarzenie zrzeszające różne miasta przeciwko amerykańskim wojnom w Afganistanie i Iraku. Wydarzenie zostało zorganizowane przez koalicję ANSWER przy wsparciu innych podmiotów społeczeństwa obywatelskiego, takich jak Sojusz Pokojowy Topanga i Teamsters. Organizacja wydarzenia związana była z siódmą rocznicą wybuchu wojny w Iraku w 2003 roku. W Waszyngtonie tysiące ludzi przemaszerowało obok Białego Domu; niektórzy nieśli trumny z różnymi flagami mające symbolizować osoby poległe na wojnach. Inni protestujący odgrywali sceny ataku na Biały Dom, używając tekturowych dronów bojowych. W Hollywood w Kalifornii odbyła się równoległa demonstracja zatytułowana „Won z Iraku i
Afganistanu!”. Oprócz dużych organizacji pozarządowych, była ona wspierana przez lokalne organizacje oddolne, takie jak LA Workers’ Voice i Long Beach Area Peace Network. O 14.00 tysiące ludzi przebranych za zombie i innych nieumarłych rozpoczęło powolny przemarsz w dół Hollywood Boulevard.
|  |  |
|  |  |

|  |  |
|  |  |

### 19 marca 2011
Ponad 100 demonstrantów zostało aresztowanych przed Białym Domem. Więcej demonstrantów zgromadziło się w Hollywood.

### 20 maja 2012
Weterani na rzecz Pokoju, zrzeszenie Occupy Chicago oraz kilka innych koalicjantów zwołali w Chicago protesty przeciw NATO. Około 8 tysięcy maszerujących zajęło Michigan Avenue na odcinku sięgającym aż do Cermak, w odległości zaledwie kilku przecznic od odbywającego się wówczas w hotelu Hyatt Regency szczytu NATO.
Przedstawiciele organizacji „Weterani Wojny w Iraku przeciw Wojnie” zorganizowali wiec.na skrzyżowaniu ulic Cermak i Michigan. Po raz drugi w historii Stanów Zjednoczonych żołnierze i marines zrzekli się medali wojskowych. Po raz pierwszy miało to miejsce w 1971 roku.

## Krytyka
Anarchistyczny pisarz i działacz Peter Gelderloos skrytykował protesty przeciwko wojnie w Iraku za ich całkowitą nieskuteczność w powstrzymaniu wojny.